# Stichting Administratiekantoor
Een stichting administratiekantoor (afgekort: STAK) is een bijzondere vorm van een stichting die als doel heeft aandelen onder zich te houden en op basis hiervan certificaten uit te geven.
Het bestuur van de stichting heeft zeggenschap als aandeelhouder in de bedrijven waar men aandelen van heeft. Dividenduitkeringen op de aandelen vloeien naar de certificaathouders. In Nederland zijn er ruim 37.000 stichtingen met de naam "Administratie" in de handelsnaam; dit is een realistische ondergrens van het ingeschreven aantal stichting administratiekantoren.
Een stichting administratiekantoor biedt de volgende mogelijkheden:
- overdracht van rechten op aandelen zonder tussenkomst van de notaris,
- beperken stemrechten van kapitaalverschaffers,
- continuïteit waarborgen na overlijden van de eigenaar,
- belanghebbenden onzichtbaar maken voor de buitenwereld. Dit is echter wel beperkt door de invoering van het UBO-register, waardoor organisaties hun uiteindelijke belanghebbenden moeten registreren.[1]

Voorbeelden van stichting administratiekantoren zijn:
- NL Financial Investments voor het beheer van aandelen van genationaliseerde ondernemingen in Nederland.
- Stichting Administratiekantoor Preferente Financieringsaandelen Ahold.
- Stichting Administratiekantoor Bewaarbedrijven SNS die de activate bewaarde van beleggingsinstellingen rondom SNS Bank.
- Stichting Administratiekantoor Sanderink Investments.
- STAK Epifin, eigenaar van de mediagroep DPG Media

In België kent men de private stichting die op hoofdlijnen vergelijkbaar is met de stichting administratiekantoor. Er zijn echter wel verschillen, zo moet een private stichting minimaal 3 bestuurders hebben, terwijl de STAK kan volstaan met 1.